# FA Premier League 1994/1995
FA Premier League 1994/1995 vanns av Blackburn Rovers.

## Personal och dräkter
(Per den 14 maj 1995)
| Lag                 | Manager                      | Lagkapten        | Dräkttillverkare | Tröjsponsor                      |
| ------------------- | ---------------------------- | ---------------- | ---------------- | -------------------------------- |
| Arsenal             | Stewart Houston (tillfällig) | Tony Adams       | Nike             | JVC                              |
| Aston Villa         | Brian Little                 | Kevin Richardson | Asics            | Müller                           |
| Blackburn Rovers    | Kenny Dalglish               | Tim Sherwood     | Asics            | McEwan's                         |
| Chelsea             | Glenn Hoddle                 | Dennis Wise      | Umbro            | Coors                            |
| Coventry City       | Ron Atkinson                 | Brian Borrows    | Pony             | Peugeot                          |
| Crystal Palace      | Alan Smith                   | Gareth Southgate | Nutmeg           | TDK                              |
| Everton             | Joe Royle                    | Dave Watson      | Umbro            | NEC Corporation                  |
| Ipswich Town        | George Burley                | Steve Palmer     | Umbro            | Fisons                           |
| Leeds United        | Howard Wilkinson             | Gary McAllister  | Asics            | Thistle Hotels                   |
| Leicester City      | Mark McGhee                  | Steve Walsh      | Fox Leisure      | Walkers                          |
| Liverpool           | Roy Evans                    | Ian Rush         | Adidas           | Carlsberg                        |
| Manchester City     | Brian Horton                 | Keith Curle      | Umbro            | Brother                          |
| Manchester United   | Alex Ferguson                | Steve Bruce      | Umbro            | Sharp                            |
| Newcastle United    | Kevin Keegan                 | Peter Beardsley  | Asics            | Scottish and Newcastle Breweries |
| Norwich City        | Gary Megson (tillfällig)     | Jon Newsome      | Ribero           | Norwich and Peterborough         |
| Nottingham Forest   | Frank Clark                  | Stuart Pearce    | Umbro            | Labatt's                         |
| Queens Park Rangers | Ray Wilkins                  | David Bardsley   | Clubhouse        | Compaq                           |
| Sheffield Wednesday | Trevor Francis               | Chris Waddle     | Puma             | Sanderson                        |
| Southampton         | Alan Ball                    | Matt Le Tissier  | Pony             | Sanderson                        |
| Tottenham Hotspur   | Gerry Francis                | Gary Mabbutt     | Umbro            | Holsten                          |
| West Ham United     | Harry Redknapp               | Steve Potts      | Pony             | Dagenham Motors                  |
| Wimbledon           | Joe Kinnear                  | Vinnie Jones     | Ribero           | Elonex                           |

## Tabell
| Nr | Lag                    | S  | V  | O  | F  | GM | IM | MS  | P  |
| -- | ---------------------- | -- | -- | -- | -- | -- | -- | --- | -- |
| 1  | Blackburn Rovers       | 42 | 27 | 8  | 7  | 80 | 39 | +41 | 89 |
| 2  | Manchester United (RM) | 42 | 26 | 10 | 6  | 77 | 28 | +49 | 88 |
| 3  | Nottingham Forest (U)  | 42 | 22 | 11 | 9  | 72 | 43 | +29 | 77 |
| 4  | Liverpool              | 42 | 21 | 11 | 10 | 65 | 37 | +28 | 74 |
| 5  | Leeds United           | 42 | 20 | 13 | 9  | 59 | 38 | +21 | 73 |
| 6  | Newcastle United       | 42 | 20 | 12 | 10 | 67 | 47 | +20 | 72 |
| 7  | Tottenham Hotspur      | 42 | 16 | 14 | 12 | 66 | 58 | +8  | 62 |
| 8  | Queens Park Rangers    | 42 | 17 | 9  | 16 | 61 | 59 | +2  | 60 |
| 9  | Wimbledon              | 42 | 15 | 11 | 16 | 48 | 65 | −17 | 56 |
| 10 | Southampton            | 42 | 12 | 18 | 12 | 61 | 63 | −2  | 54 |
| 11 | Chelsea                | 42 | 13 | 15 | 14 | 50 | 55 | −5  | 54 |
| 12 | Arsenal                | 42 | 13 | 12 | 17 | 52 | 49 | +3  | 51 |
| 13 | Sheffield Wednesday    | 42 | 13 | 12 | 17 | 49 | 57 | −8  | 51 |
| 14 | West Ham United        | 42 | 13 | 11 | 18 | 44 | 48 | −4  | 50 |
| 15 | Everton                | 42 | 11 | 17 | 14 | 44 | 51 | −7  | 50 |
| 16 | Coventry City          | 42 | 12 | 14 | 16 | 44 | 62 | −18 | 50 |
| 17 | Manchester City        | 42 | 12 | 13 | 17 | 53 | 64 | −11 | 49 |
| 18 | Aston Villa            | 42 | 11 | 15 | 16 | 51 | 56 | −5  | 48 |
| 19 | Crystal Palace (U)     | 42 | 11 | 12 | 19 | 34 | 49 | −15 | 45 |
| 20 | Norwich City           | 42 | 10 | 13 | 19 | 37 | 54 | −17 | 43 |
| 21 | Leicester City (U)     | 42 | 6  | 11 | 25 | 45 | 80 | −35 | 29 |
| 22 | Ipswich Town           | 42 | 7  | 6  | 29 | 36 | 93 | −57 | 27 |

## Anmärkningslista
1. ↑  Leeds United blev belönad med UEFA-cup deltagning genom sin UEFA Fair-Play rankning
2. ↑  Everton kvalificerade sig för cupvinnarcupen som FA-cup vinnare